# Italia alla X Universiade
L'Italia ha partecipato alla X Universiade, tenutasi a Città del Messico dal 2 al 13 settembre 1979, conquistando un totale di dieci medaglie.

## Medagliere per discipline
| Sport            | Oro | Argento | Bronzo | Totale |
| ---------------- | --- | ------- | ------ | ------ |
| Atletica leggera | 2   | 1       | 4      | 7      |
| Scherma          | 0   | 1       | 0      | 1      |
| Nuoto            | 1   | 0       | 1      | 2      |
| Totale           | 3   | 2       | 5      | 10     |

### Dettaglio
| Sport                 | Oro                                | Argento                          | Bronzo                   |
| --------------------- | ---------------------------------- | -------------------------------- | ------------------------ |
| Atletica leggera      |                                    |                                  |                          |
| Pietro Mennea (200 m) | Mariano Scartezzini (3000 m siepi) | Michele Cinà (3000 m siepi)      |                          |
| Staffetta 4×100 m     | Mariano Scartezzini (3000 m siepi) | Roberto Mazzucato (salto triplo) |                          |
| Staffetta 4×100 m     | Mariano Scartezzini (3000 m siepi) | Staffetta 4×400 m                |                          |
| Staffetta 4×100 m     | Mariano Scartezzini (3000 m siepi) | Sara Simeoni (salto in alto)     |                          |
| Nuoto                 | Marcello Guarducci (100 m SL)      |                                  | Staffetta 4×200 metri SL |
| Scherma               |                                    | Squadra fioretto maschile        |                          |